# Teoría celular

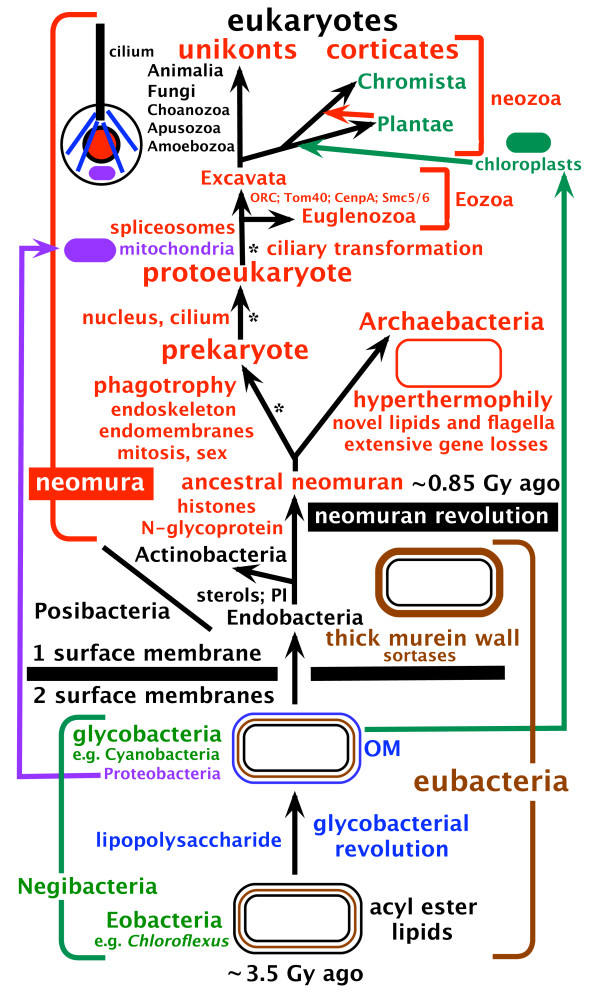
Evolución celular.

En biología, la teoría celular es una teoría científica formulada por primera vez a mediados del siglo XIX, según la cual los organismos vivos están formados por células, que son la unidad estructural básica de todos los organismos, y que todas las células provienen de células preexistentes. Las células son la unidad básica de estructura en todos los organismos y también la unidad básica de reproducción.
Los tres principios de la teoría celular son:
- Todos los organismos vivos están compuestos por una o más células.
- La célula es la unidad básica de estructura y organización en los organismos.
- Las células surgen de células preexistentes.

La teoría alguna vez fue universalmente aceptada, pero ahora algunos biólogos consideran entidades no celulares como los virus como organismos vivos, y por lo tanto no están de acuerdo con el primer principio. A partir de 2021: "la opinión de los expertos permanece dividida aproximadamente en un tercio entre sí, no y no sé". Como no existe una definición universalmente aceptada de la vida, la discusión aún continúa. 
La hipótesis más aceptada para explicar el origen biológico de las células eucariotas establece que cierto tipo de procariotas necesitaron trabajar de manera grupal, de donde consecuentemente cada una fue especializándose y adquiriendo una función que más tarde estructurarían un organismo completo.
De manera general se establece que el antepasado del cual surgen todas las clasificaciones y que presenta características comunes se denomina protobionte, ya que este estará dotado de los implementos necesarios para  la transcripción y la traducción genética; de esta se derivan por diversas características más especializadas los modelos de procariotas (Archaea y Bacterias), las cuales permanecieron así durante un período largo de tiempo, en el cual estos organismos adaptaron su proceso metabólico a las intensas condiciones terrestres. Muchas de estas definiciones no se las pudo establecer de manera inmediata ya que se partía de que la materia se conformaba por moléculas y no se podía concluir cuales eran las unidades básicas estructurales. En cuanto a la realización de los intentos de las células por buscar su supervivencia se generaron otras etapas celulares que las describen:
Heterótrofas anaerobias:
Necesitadas de compuestos orgánicos disponibles en el medio, con el paso del tiempo se llegaron a limitar estas condiciones, razón por la cual cierto grupo de células tuvo que buscar otras adaptaciones, de donde se derivan.
Fotosíntesis:
Algunas de estas células primitivas logran fabricar sustancias orgánicas mediante la fijación y reducción de CO2, dando los primeros pasos para la fotosíntesis, medio de alimentación de carácter autótrofo, en la fotosíntesis se utiliza el agua como donante de electrones, esto nos da como origen el O2, este proceso será indispensable, mediante el cual se logra el cambio de una atmósfera reductora en la oxidante.
Cianobacterias:
Se especializan en el uso para su alimentación del dióxido de carbono disponible, de manera que su fuente de recursos representara un alto índice y que permitiese el desarrollo libre del otro grupo de células, y dentro de las cuales otras llegaron a adaptarlas como una respiración aerobia para su metabolismo y consecuentemente para una nutrición heterótrofa de carácter aerobio.
Después de varios de estos procesos, se empezó a generar una etapa evolutiva más intensa de manera que las células que habían sobrevivido a las condiciones precarias del inicio empezaron a desarrollar mecanismos que les ayudaron a aprovechar los recursos que se iban presentando, de esa manera comenzaron a sintetizar los compuestos más básicos convirtiéndolas en sustancias más complejas catalogadas como orgánicas, de esa manera su desarrollo se empezó a dar con mayor eficiencia. De ésta síntesis, las sustancias que más se destacan por presentarse precariamente son nucleótidos y aminoácidos, las cuales se pudieron sintetizar mediante experimentos posteriores y se las consideraba como moléculas sencillas, la asociación de estas permitió la formación de moléculas de mayor complejidad como las proteínas las cuales definieron las características de los seres vivos a nivel de su composición.

## Antecedentes

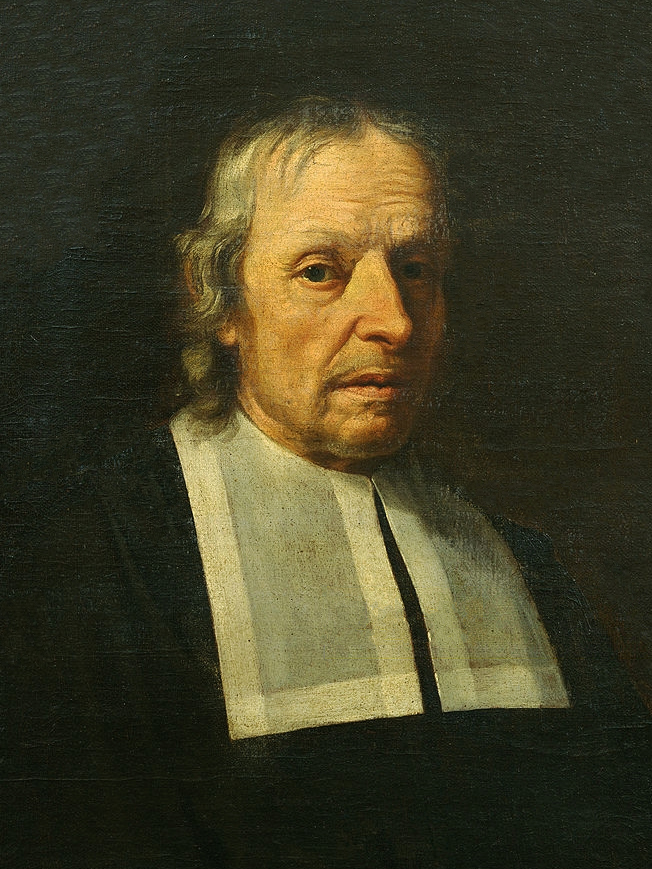
Marcello Malpighi (1628 - 1694)

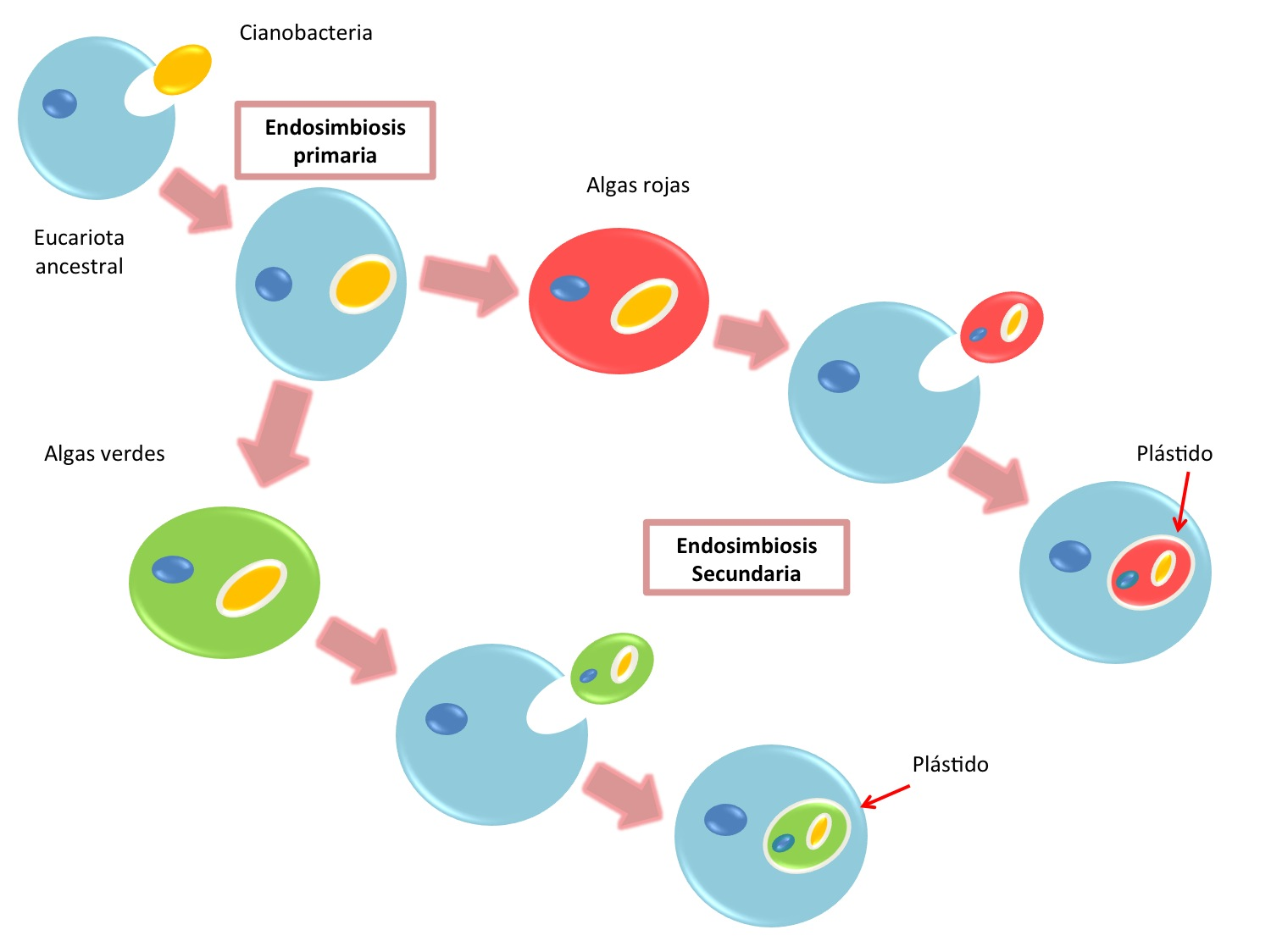
Endosimbiosis

A inicios del siglo XVII Marcello Malpighi realizó sus investigaciones sobre la organización vegetal y determinó una pequeña estructura que más tarde sería denominada en referencia con la propuesta de Hooke con "cellulae" pero por los bajos fundamentos que estos presentaban se creó una controversia sobre si la célula era lo que se definía como un ser real o una cavidad. Consecuentemente se logró establecer que aquello que se observaba era lo que hoy se conoce como pared celular, con la concreción de este tema se logró establecer que la célula era completa y compleja, lo que fomentó el interés sobre la membrana celular y nuclear.
Otro aspecto que contribuye como promotor de planteamientos que ahora ya son teóricos y aplicables, es la consecución de mitocondrias que se basan en pruebas vestigiales muy relacionados al ADN y la construcción de proteínas, de ello se puede destacar la adopción endosimbiótica.

## Principios
Los conceptos de materia viva y célula están estrechamente ligados a la biología ya que esta abarca todos los preceptos que la componen y la relación y función que ejercen dentro del ecosistema y, a nivel celular, en su organismo. La materia viva se distingue de la inerte (materia muerta) por su capacidad para metabolizar y autoperpetuarse, además de contar con las estructuras que hacen posible la ocurrencia de estas dos funciones; si la materia metaboliza y se autoperpetúa por sí misma, se dice que está viva, que es lo que comprende funcionalmente a los componentes para el propósito que presenta cada ser vivo. Muchos de estos organismos son capaces de cumplir con diversas funciones dependiendo de sus necesidades pero sus células presentan las mismas estructuras, ya que es a escalas macromoleculares donde se logra diferenciar lo que realmente define a cada uno.

Varios científicos postularon numerosos principios para darle una estructura adecuada:

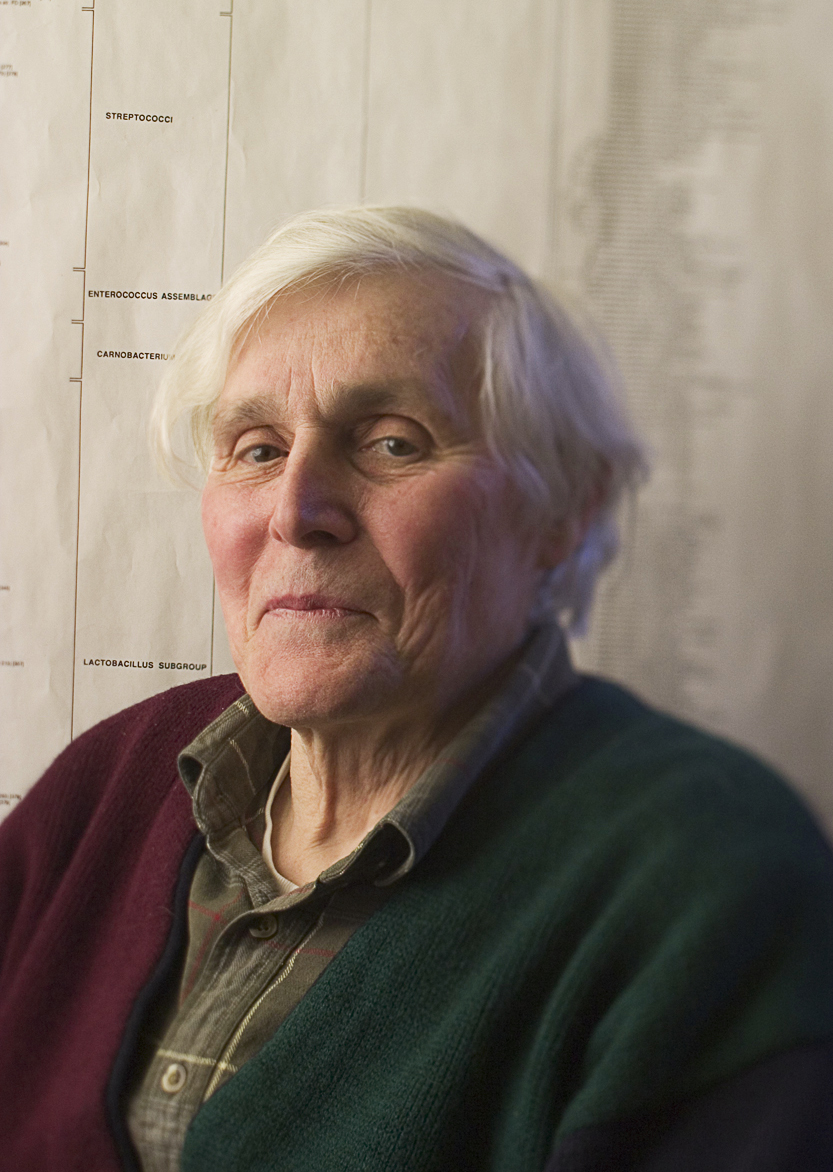
Carl Woese (1928 - 2012)
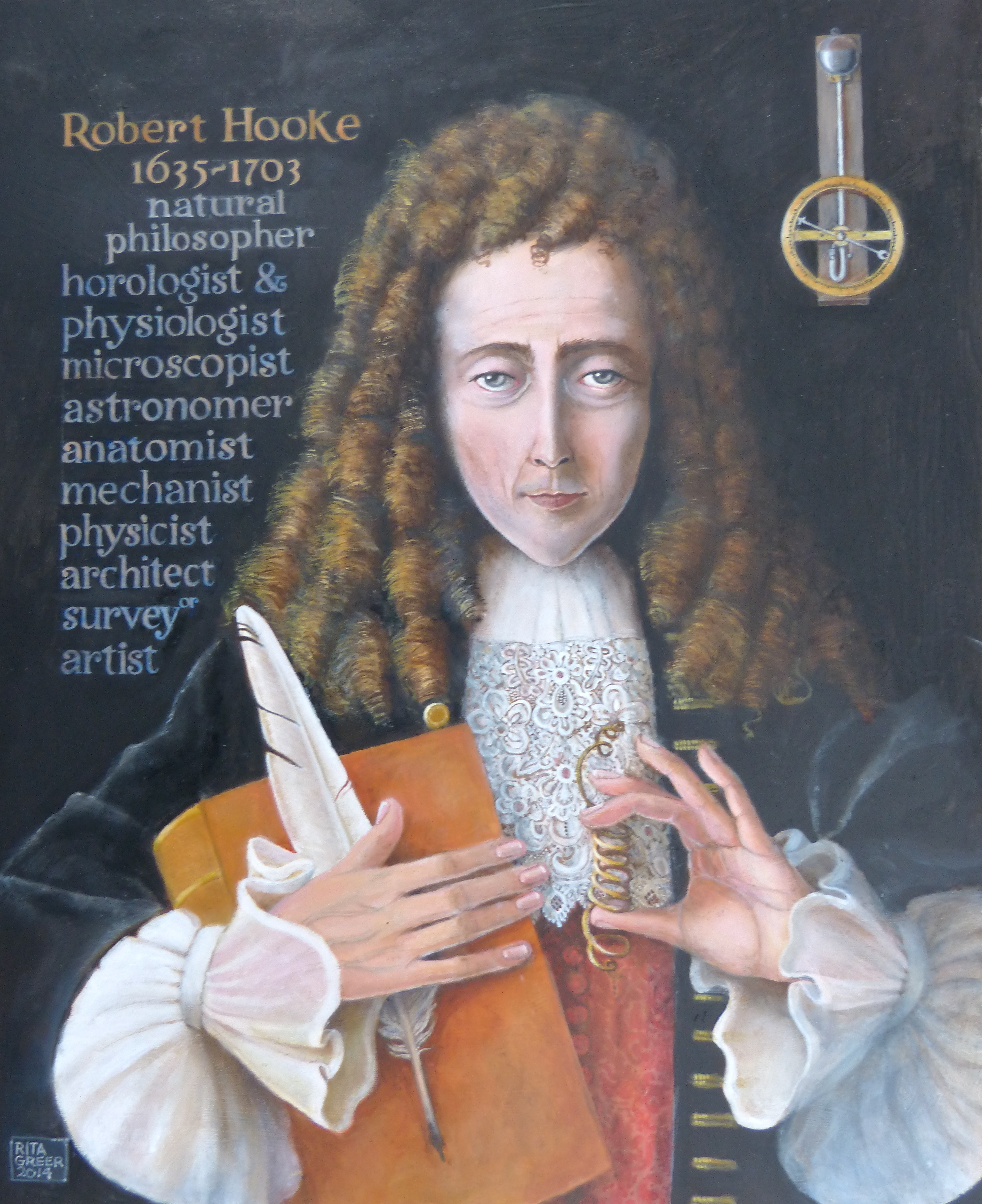
Robert Hooke (1635 - 1703)
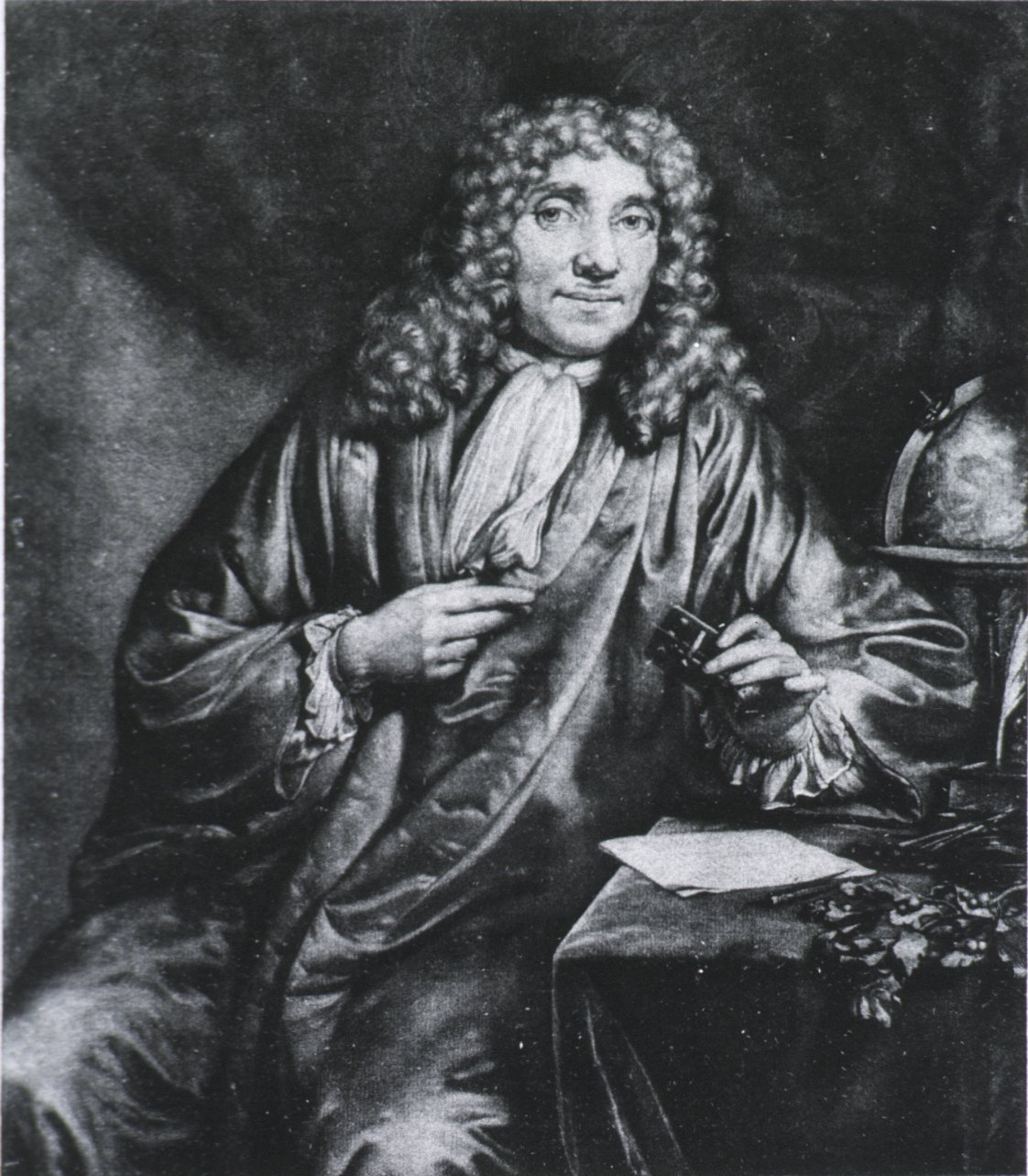
Anton van Leeuwenhoek (1632- 1723)
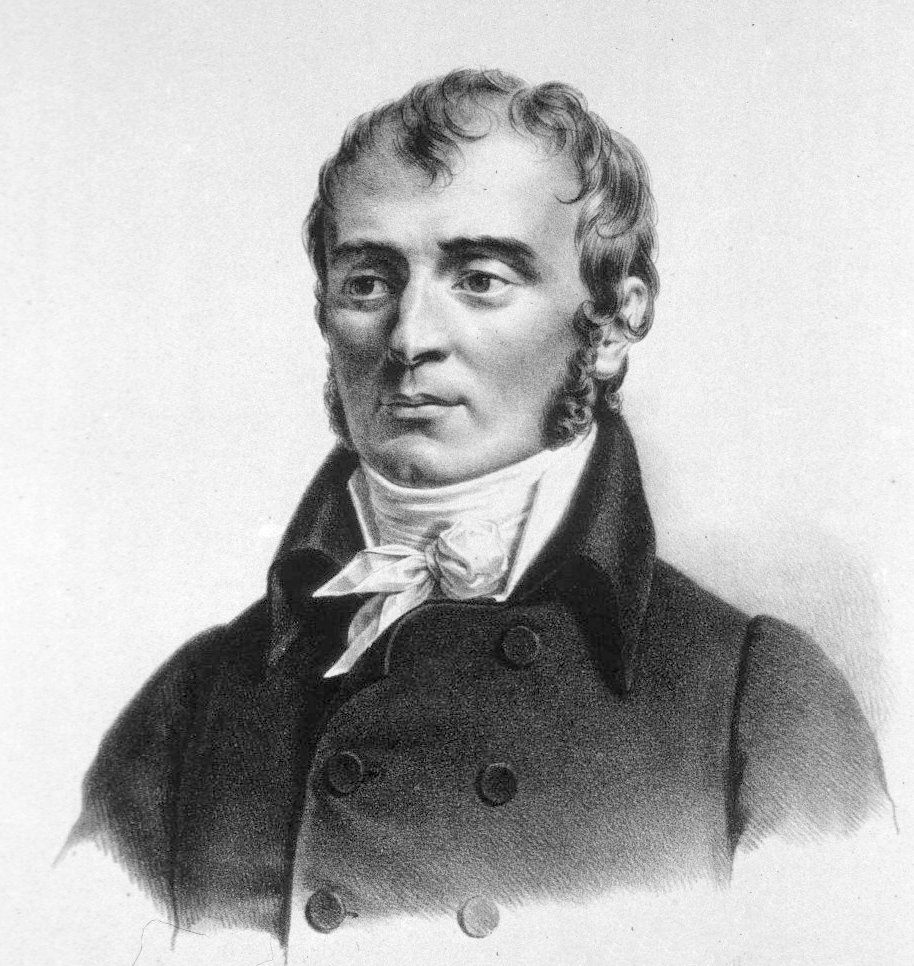
Xavier Bichat (1771 - 1882)
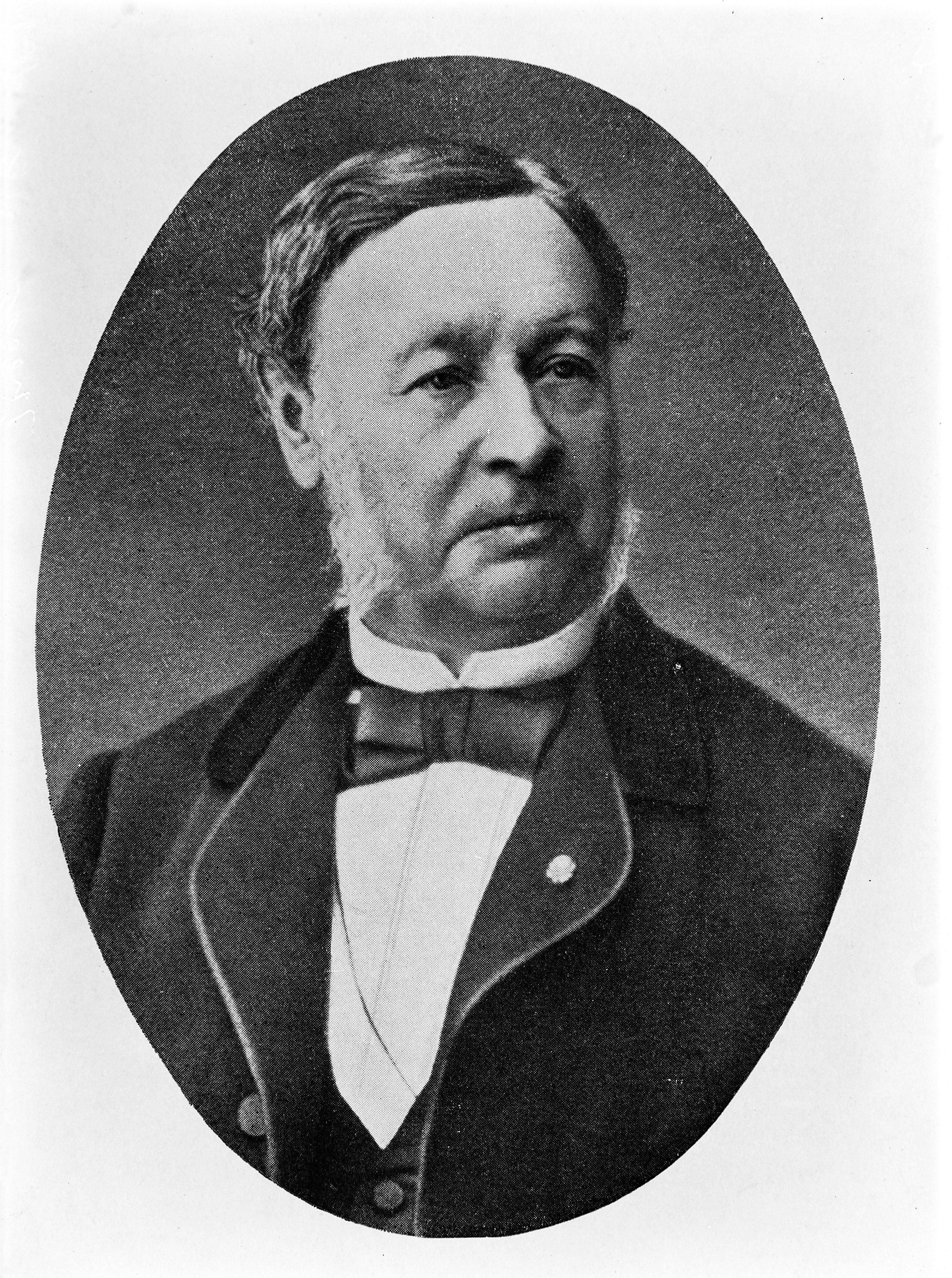
Theodor Schwann (1810 - 1882)
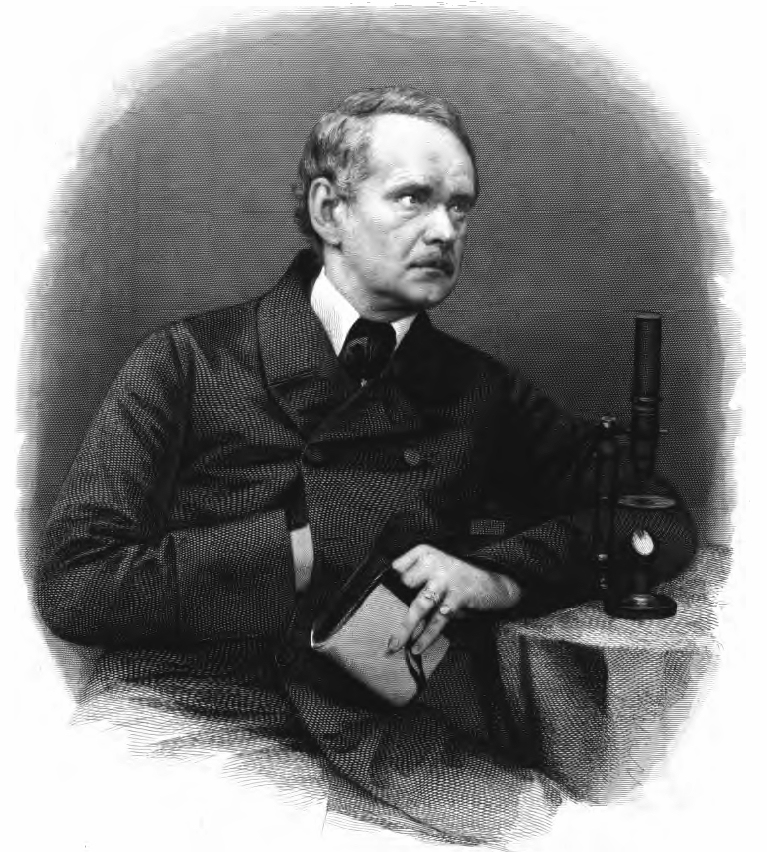
Matthias Jacob Schleiden (1804 - 1881)

Célula Prokaryota

- Robert Hooke, observó una muestra de corcho bajo el microscopio, Hooke no vio células tal y como las conocemos actualmente, él observó que el corcho estaba formado por una serie de celdillas de color transparente, ordenadas de manera semejante a las celdas de una colmena; para referirse a cada una de estas celdas, él utiliza la palabra célula.[15][24] Tiempo después este proceso sería realizado por otros científicos con evaluación microscópica de manera que se pudo visualizar correctamente el modo de funcionamiento de cada una de estas celdas formadas.[25]

Célula Eukaryota

- Anton van Leeuwenhoek, usando unos microscopios simples, realizó observaciones sentando las bases de la morfología microscópica. Fue el primero en realizar importantes descubrimientos con microscopios fabricados por sí mismo.[12] Desde 1674 hasta su muerte realizó numerosos descubrimientos. Introdujo mejoras en la fabricación de microscopios y fue el precursor de la biología experimental, la biología celular y la microbiología.[26]

- A finales del siglo XVIII, Xavier Bichat, da la primera definición de tejido (un conjunto de células con forma y función semejantes). Más adelante, en 1819, Meyer le dará el nombre de Histología a un libro de Bichat titulado Anatomía general aplicada a la Fisiología y a la Medicina.[27]

- Dos científicos alemanes, Theodor Schwann, histólogo y fisiólogo, y Jakob Schleiden, botánico, se percataron de cierta comunidad fundamental en la estructura microscópica de animales y plantas, en particular la presencia de centros o núcleos, que el botánico británico Robert Brown había descrito recientemente (1831). Publicaron juntos la obra Investigaciones microscópicas sobre la concordancia de la estructura y el crecimiento de las plantas y los animales (1839).[28] Asentaron el primer y segundo principio de la teoría celular histórica:

Todo en los seres vivos está formado por células o productos secretados por las células.
Primer Principio de la teoría celular.

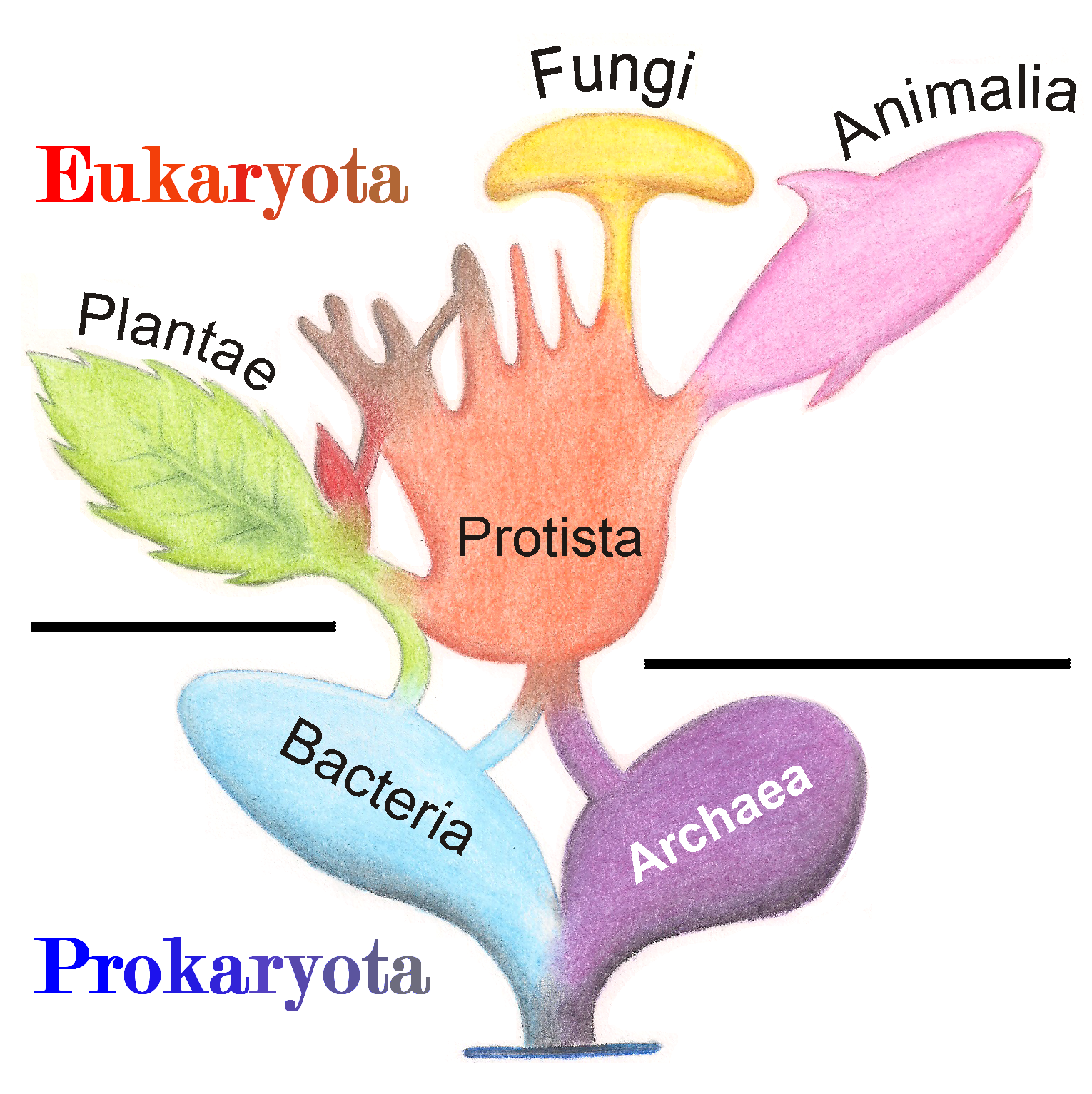
Reinos de los organismos vivos.

La célula es la unidad básica de organización de la vida.
Segundo principio de la teoría celular

Células conformando tejidos esenciales de los seres vivos.

- Otro alemán, el médico Rudolf Virchow, interesado en la especificidad celular de la patología (sólo algunas clases de células parecen implicadas en cada enfermedad) explicó lo que debemos considerar el tercer principio:[29]

Toda célula se ha originado a partir de otra célula, por división de esta.
Tercer principio de la teoría celular

Proceso de división celular.

- Ahora estamos en condiciones de añadir que la división es por bipartición, porque a pesar de ciertas apariencias, la división es siempre, en el fondo, binaria,[22] El principio lo popularizó Virchow en la forma de un aforismo creado por François Vincent Raspail[15][30] «omnis cellula e cellula». Virchow terminó con las especulaciones que hacían descender la célula de un hipotético blastema. Su postulado, que implica la continuidad de las estirpes celulares, está en el origen de la observación por August Weismann de la existencia de una línea germinal, a través de la cual se establece en animales (incluido el hombre) la continuidad entre padres e hijos y, por lo tanto, del concepto moderno de herencia biológica.[31]

- La teoría celular fue debatida a lo largo del siglo XIX, pero fue Pasteur el que, con sus experimentos sobre la multiplicación de los microorganismos unicelulares, donde se demostró que una célula partía de otra ya existente, da lugar a su aceptación rotunda y definitiva.[32][33][34]

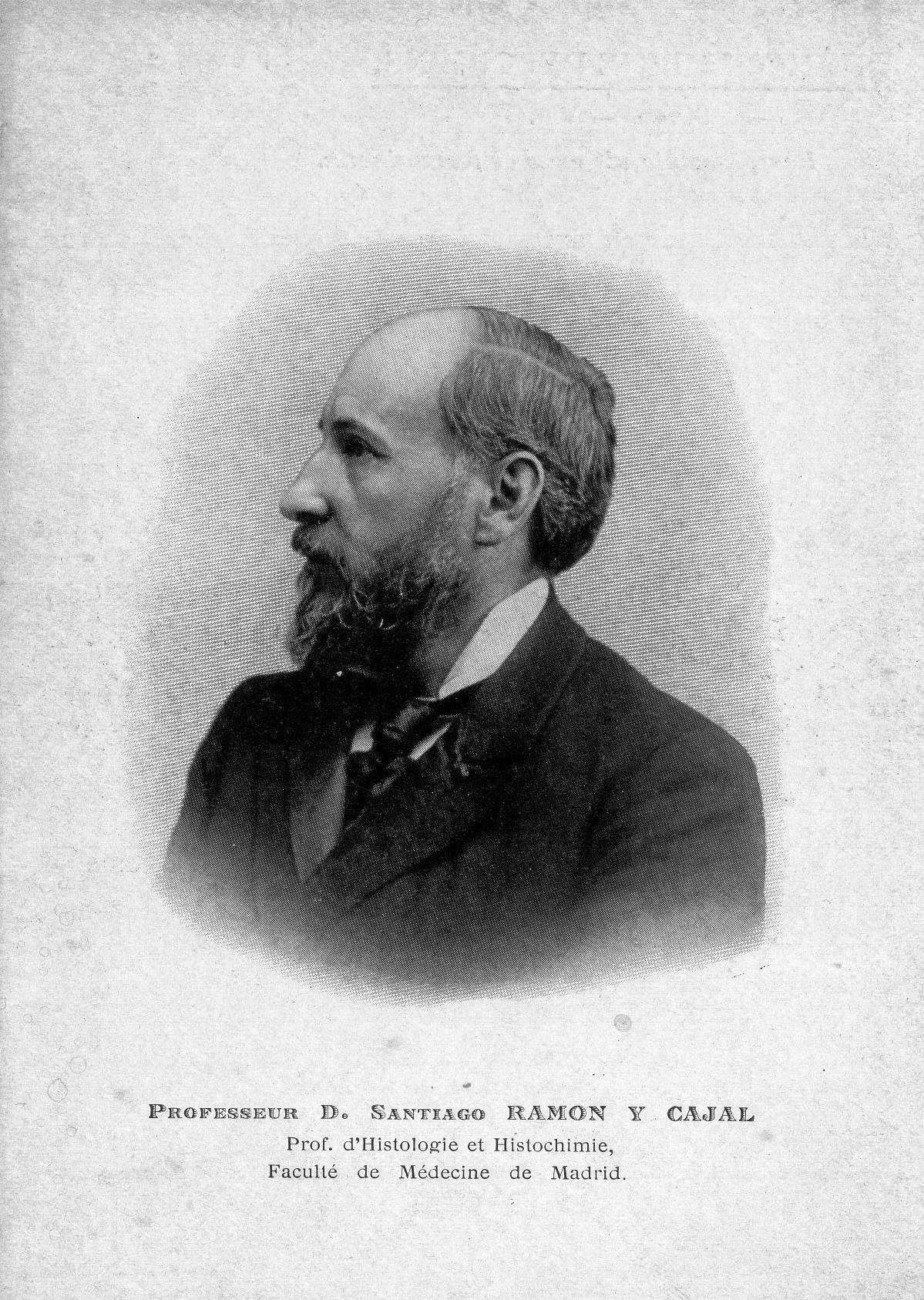
Santiago Ramón y Cajal (1852 - 1954)

- Santiago Ramón y Cajal logró unificar todos los tejidos del cuerpo en la teoría celular, al demostrar que el tejido nervioso está formado por células. Su teoría, denominada “neuronismo” o “doctrina de la neurona”, explicaba el sistema nervioso como un conglomerado de unidades independientes.[35] Pudo demostrarlo gracias a las técnicas de tinción de su contemporáneo Camillo Golgi, quien perfeccionó la observación de células mediante el empleo de nitrato de plata, logrando identificar una de las células nerviosas. Cajal y Golgi recibieron por ello el premio Nobel en 1906.[36][37]
- Conjuntamente a estos postulados y con posteriores investigaciones se logró definir las características y propiedades de los seres vivos con base en ciertos parámetros que se determinan: Nivel de organización, nutrición, crecimiento. diferenciación, señalización química, respuesta a estímulos, evolución y la capacidad de autorregulación.[38]
- Albert Kolliker tuvo una visión diferente y complementaria en relación con los fundamentos que se aplicaban a la explicación de tejidos y a niveles más amplios sobre el organismo en sí, de esa manera planteaba una analogía con la electricidad y explicaba como ésta a pesar de ser tan imprediscible también tenía una composición y una estructura, y por esta manera de presentarse planteaba a los tejidos como una organización de elementos básicos conocidos como células.[39]
- Muchos de los análisis posteriormente junto a sus antecedentes se lograron gracias al desarrollo de microscopios de observación de células en desarrollo conjuntamente a técnicas de tratamiento que hoy se implementan en los laboratorios, este se vio precedido por la microscopia electrónica y en ese mismo siglo se intensificó los estudios sobre sustancias celulares como proteínas y enzimas, lo que permitió definir funciones y propósitos.[40]

- Carl Woese, en 1980, establecía una capacidad biológica de las células primitivas para realizar actividades de funcionamiento genómico y fue de esta fundamentación que se las pudo clasificar como: Bacterias y Arqueas.[7] llegó a obtener este conocimiento gracias a que centró sus estudios en el llamado ARN ribosómico 16s, el cual es una secuencia que está en todos los seres vivos, con evolución lenta donde se puede rastrear cambios evolutivos en los organismos.[19][41][42][43]

## Concepto moderno
El concepto moderno de teoría celular se puede resumir en los siguientes principios:
1. Todos los seres vivos están formados por células, bacterias y otro tipo de organismos, o por sus productos de secreción.[18] La célula es la unidad estructural de la materia viva, y dentro de los diferentes niveles de complejidad biológica, una célula puede ser suficiente para constituir un organismo.[44] Sin embargo en la naturaleza encontramos múltiples tipos de organismos multicelulares que son parte de la naturaleza expresados a manera macroscópica manteniendo un potencial extenso en lo que respecta funciones biológicas conformativas.[45]
2. Las funciones vitales de los organismos ocurren dentro de las células, o en su entorno inmediato, controladas por sustancias que ellas secretan. Cada célula es un sistema abierto único e irrepetible, que intercambia materia y energía con su medio. En una célula caben todas las funciones vitales, de manera que basta una célula para tener un ser vivo (que será un ser vivo unicelular). Así pues, la célula es la unidad fisiológica de la vida.[46]
3. Todas las células proceden de células procariotas preexistentes, por división de éstas (Omnis cellula e cellula[47]) o célula madre. Es la unidad de origen de todos los seres vivos. Esto determina además de la sucesión y conservación de estas unidades, las pertinencias sobre ciertas características homólogas entre las eucariotas y las procariotas de manera que fundamenta el hecho de haber establecido a las células procariotas como las primeras en este mundo y las más primitivas.[48][49]Ejemplar de célula

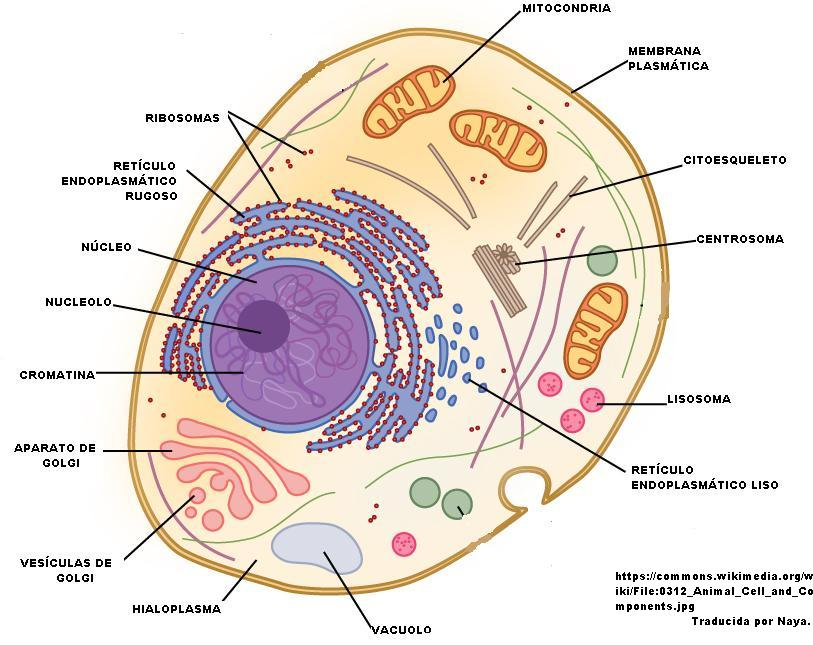
Ejemplar de célula

## Concepto actual general
La célula es la unidad morfológica, fisiológica y de origen de todo ser vivo, concepto que engloba los tres principios del concepto moderno. Conjuntamente a ello se considera los postulados que hablan acerca de la manera en como se reproduce y se origina, de manera que se pueda definir exactamente las características que esta unidad estructural posee. Continuamente a ello se considera a todas las clasificaciones en el mundo de los seres vivos que se componen de ellas y también aquellos que mantienen su vida con una sola de ellas.